# Honey Grove (Teksas)
Honey Grove je grad u američkoj saveznoj državi Teksas. Prema popisu stanovništva iz 2010. u njemu je živjelo 1.668 stanovnika.